# Katrin Hahner
Katrin Hahner alias Miss Kenichi (* 1977) ist eine deutsche Folk-Pop-Sängerin. Ihr Künstlername stammt aus einem japanischen Anime namens Robotic Angel. Ihr verträumter Folk wird auch oft als Americana bezeichnet.

## Leben
Sie absolvierte ein Schauspielstudium an der Akademie für darstellende Künste in Ulm, das sie vier Jahre später an der Stuttgarter Kunstakademie im Bereich Kunst und Malerei fortführte. Hahner wuchs als Tochter eines LKW-Fahrers auf.
Der erste Kontakt mit der Musik ergab sich eher zufällig: Während einer Malblockade ergriff Katrin Hahner eine Gitarre, die eine Freundin zufällig im Atelier hatte stehen lassen.
Miss Kenichi begann, im Süden Deutschlands Auftritte zu geben. Dabei wurde sie unter anderem von Hendrik van Holtum am Kontrabass begleitet. Um die Künstlerin zu unterstützen, gründete dieser mit seinen Bandkollegen der Kinderzimmer Productions ein eigenes Label, um im Juni 2006 ihr Debütalbum Collision Time zu veröffentlichen.
Zwei Jahre und einen Umzug nach Berlin später folgte ihr zweites Album, Fox, via Strange Ways, das Miss Kenichi selbst als logische Fortsetzung des Debüts bezeichnete. Um das dritte Album, The Trail, unter dem Berliner Label Sinnbus zu veröffentlichen, benötigte Katrin Hahner 6 Jahre Zeit.
Um die Vision zu verwirklichen, brauchte es schließlich mehrere Anläufe und die Hilfe von Earl Harvin, dem Schlagzeuger der Band Tindersticks. Das komplette Album wurde in den Chez Cherie Studios aufgenommen. Das Artwork dazu stammt von ihr selbst.
Die Singleauskopplung Who Are You ist als einziger Song in dem vielfach ausgezeichneten Film Freier Fall zu hören.
Weiterhin sind die Singles Under My Skirt, Death Cab und Black Bird Teil des Soundtracks des Films Weil ich schöner bin.
2012 spielte sie Keyboards in der Band von Judith Holofernes.
Unter dem Namen Kenichi & The Sun veröffentlichte sie im Jahr 2020 nach einer erfolgreichen Crowdfunding-Kampagne das selbst produzierte Album White Fire.

## Diskografie

### Alben
- 2006: Collision Time (Kinderzimmer Productions)
- 2008: Fox (Strange Ways)
- 2014: The Trail (Sinnbus)
- 2020: White Fire (Radical Amazement)

### EPs
- 2014: Who Are You (Sinnbus)[12]